# Matwei Nikolajewitsch Changalow

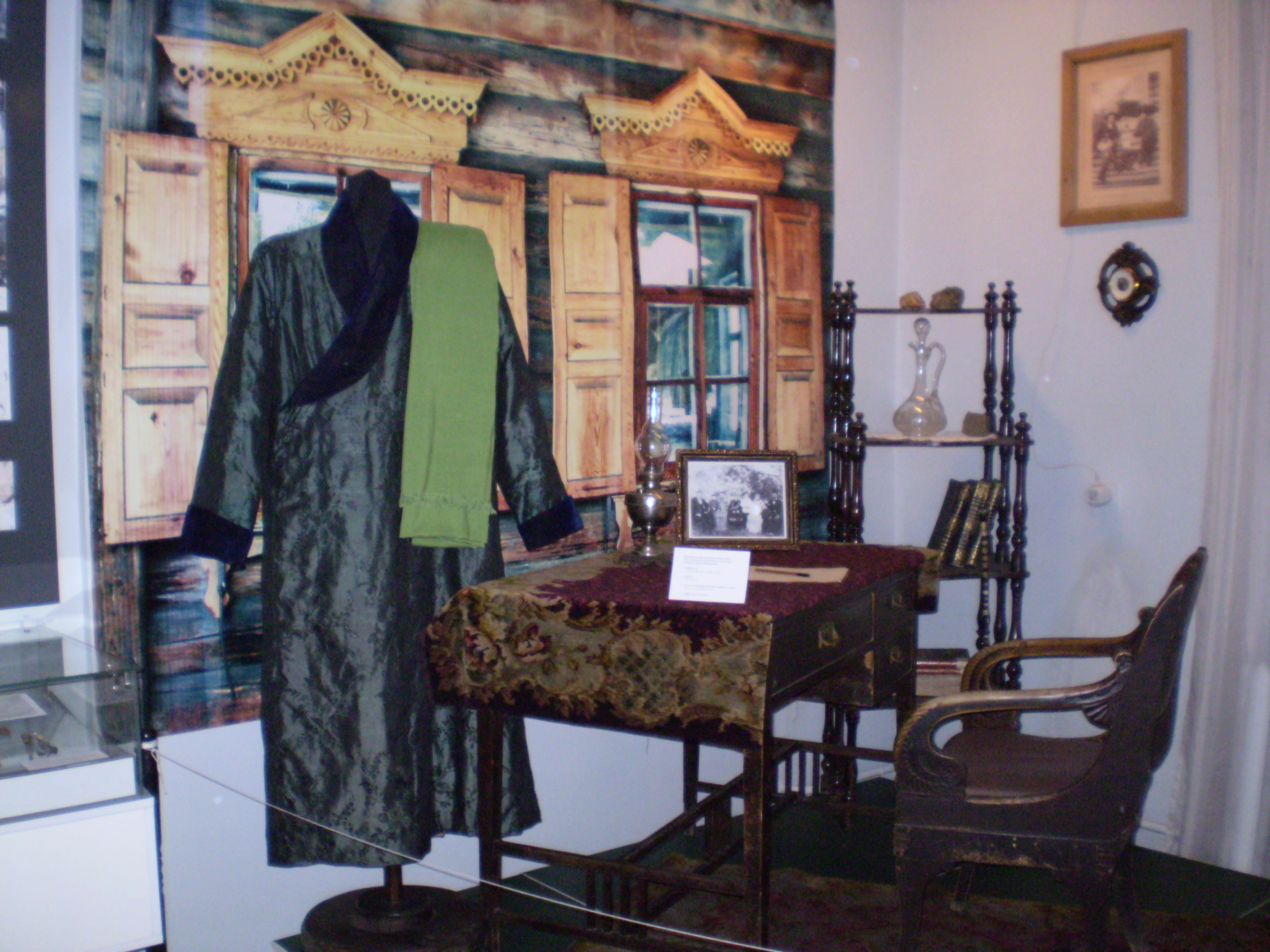
Persönliche Gegenstände von Matwei Changalow im burjatischen Geschichtsmuseum

Matwei Nikolajewitsch Changalow bzw. Matvej Nikolaevič Changalov (russisch Матвей Николаевич Хангалов; * 1858; † 17. Februar 1918) war ein burjatisch-russischer Ethnograph und Heimatkundler. Zusammen mit Nikolai Agapitow verfasste er das Werk Materialien zum Studium des Schamanismus in Sibirien (Irkutsk 1883). Er beschäftigte sich auch mit dem Schamanismus der Burjaten (Novyje materialy u samanstve u burjat, 1890).

## Werke
- Н.Н. Агапитов и М.Н. Хангалов: Матеріалы для изученія Шаманства въ Сибири. Шаманство у Бурятъ Иркутской губерніи. Иркутскъ, 1883.